# Нектарије Печерски
Нектарије Печерски, познат и као Нектарије Послушни (12. век, Кијев) је древни руски православни светитељ, епископ Кијево-Печерског манастира.
За потпуну послушност старијој браћи и марљивост у делу Св. Нектарија је прозван Послушни. После многих трудова и подвига, упокојио се у миру и сахрањен у Антонијевим пећинама.
Ближи биографски подаци су непознати.
У акатисту свим Печерским монасима о њему се каже: „Радуј се, Нектарије, јер си без лењости све послушао”.
Његове мошти почивају у Блиским пећинама, недалеко од моштију светог Еразма.
Православна црква га помиње 19. новембра.